# Riuet de Coma-ruga
El riuet de Coma-ruga és una surgència d'aigua termal a la platja de Coma-ruga al municipi d'el Vendrell, Tarragona.
L'aigua del riuet de Coma-ruga ve d'una surgència entre les roques calcàries del massís de Bonastre. Aquesta aigua circula en profunditat per les falles que delimiten la fosa tectònica del Penedès. Quan arriba a Coma-ruga sorgeix espontàniament a la superfície a una temperatura constant durant tot l'any entre 18º i 21º. Actualment, tota la zona està urbanitzada. Antigament, però, aquest aflorament formava diversos estanys d'aigües termals tèbies; per això, aquest lloc s'anomenava calders. L'aigua té una alta concentració de sals clorurades sòdiques i una important presència de sulfats, calci i magnesi. Al segle XIX es descobrí que l'aigua d'aquesta deu tenia propietats medicinals. Arran d'aquest descobriment, en la década del 1920-30 s'hi construí un luxós balneari que significà l'inici de la urbanització del nucli de Coma-ruga. Actualment, l'aigua arriba fins a una font ornamental, per on entra a l'estany i d'aquí, canalitzada sota un edifici, fins al riuet que desemboca a la platja.

## L'estany
L'estany de Coma-ruga és un estany natural reformat. El fons està revestit de lloses artificials que estan recobertes de vegetació espontània, com algues i plantes fanerògames. Hi ha molts peixos que no són objecte de pesca. Hi destaquen les espècies més comunes com ara carpes, llisses, anguiles i crustacis molt petits.

## Propietats terapèutiques
L'alta concentració de sals clorurades sòdiques que presenta aquesta aigua no la fan apta per a l'ús alimentari, però sí per a l'ús terapèutic extern. Fou declarada aigua mineromedicinal per la Reial Acadèmia de Medicina i Cirurgia de Barcelona l'any 1892. El Dr. August Pi Sunyer va determinar l'any 1919 que, per les seves propietats, caldria catalogar-la com a aigua termal clorurada alcalina, bromurada i gairebé isotònica.
Externament, està indicada en forma de banys per a tota classe de dolors articulars, ossis i reumàtics, i també en els processos inflamatoris, lumbàlgics i ciàtics. També facilita el guariment de patologies cutànies (psoriasi, èczemes, cicatrització de ferides, etc.), alhora que tonifica i relaxa el sistema nerviós.